# بريجيت جانر
بريجيت جانر (بالألمانية: Brigitte Janner ) (و. 1945 – م) هي ممثلة من ألمانيا .

## روابط خارجية
- بريجيت جانر على موقع IMDb (الإنجليزية)
- بريجيت جانر على موقع ألو سيني (الفرنسية)
- بريجيت جانر على موقع أول موفي (الإنجليزية)
- بريجيت جانر على موقع قاعدة بيانات الأفلام السويدية (السويدية)
- بريجيت جانر على موقع قاعدة بيانات الفيلم (الإنجليزية)
- بريجيت جانر على موقع كينوبويسك (الروسية)